# Osmose
Osmose er vands diffusion gennem en semipermeabel membran som følge af forskellige koncentrationer af opløste stoffer eller partikler på de to sider af membranen. De opløste stoffer gør koncentrationen af vand lavere. Man kan derfor sige at osmose sker fra den side af membranen der har den største vandkoncentration til siden med lavest vandkoncentration – af samme årsager som ved almindelig diffusion.
Væske diffunderer konstant gennem membraner, der tillader en sådan diffusion (fx cellemembran), og diffusionen sker fra begge sider af membranen. Hvis der er rent vand på begge sider af membranen, vil der diffundere lige meget fra begge sider. Hvis væsken på den ene side derimod indeholder opløste partikler, det være sig ioner, glucose etc., vil nettovandringen ske fra den rene væske til opløsningen. Dette kan forklares ved at flere vandmolekyler vil ramme membranen fra denne side end fra siden med opløste partikler.
Vandmolekylernes vandring vil i princippet fortsætte indtil vandkoncentrationen er ens på begge sider af membranen. Men i levende organismer, hvor osmose spiller en stor rolle for vandtransport, vil en sådan ligevægt aldrig opstå, da forskellen i partikelkoncentration i reglen opretholdes gennem forskellige mekanismer fx aktiv transport.
Populært siger man, at "osmose er vandopløste stoffers evne til at tiltrække mere vand". Eller "osmose er vands evne til at udligne forskellene i stofkoncentrationer på hver side af en semipermeabel membran". Man skal blot huske, at der ikke er tale om en særlig tiltrækningskraft hos de opløste molekyler, og at der i levende organismer som nævnt ikke sker nogen udligning. 
Til begrebet osmose knytter sig begrebet osmotisk tryk, som er det tryk vandet udøver på den semipermeable membran. Jo større koncentrationsforskellen mellem væskerne på hver sin side af membranen er, des større er det osmotiske tryk. 
Eksempelvis vil der være en osmotisk trykforskel mellem saltvand og ferskvand, når de to adskilles af en semipermeabel membran. Denne trykforskel fører til at vandmolekyler naturlig vandrer gennem membranen fra ferskvands- til saltvandssiden. Hvis man påfører saltvandet et tryk som overstiger det osmotiske tryk, vil strømmen af vandmolekyler vende. Dette kaldes omvendt osmose. Omvendt osmose kan fx bruges til afsaltning af havvand.
Det osmotiske tryk mellem saltvand og ferskvand kan også udnyttes som energi i et saltkraftværk.

## Tonicitet
Tonicitet er et mål for gradienten af det osmotiske tryk, der findes mellem hver side af en semi-permeabel membran. Normalt bruges udtrykket når der refereres til en celle, og dens lokale miljø, hvor det osmotiske tryk kan være højere inde i cellen, eller udenfor. Generelt forsøger kroppen gennem homeostase at regulere det osmotiske tryk, så der ikke er for stor forskel intra- og ekstracellulært.

### Hyperton
Hvis det osmotiske tryk er størst inde i cellen, vil vandet gennem osmose diffundere ud af cellen, hvilket kan medføre forstyrring af normale cellulære processer. Denne tilstand kan opstå hvis man f.eks er meget dehydreret, eller som følge af kronisk nyreinsufficiens, hvorefter der kan opstå en tilstand der kaldes hypernatræmi, som har klinisk relevans.

### Hypoton
Hvis det osmotiske tryk er størst udenfor cellen, vil cellen svulme op for at opnå, at der er det samme osmotiske tryk på begge sider af membranen. Denne tilstand kan opstå hvis man f.eks drikker for meget væske uden at få salt, eller som følge af medikamenter, hvorefter der kan opstå en tilstand kaldet hyponatræmi, som har klinisk relevans.